# C10H13N3O
化学式C10H13N3O（摩尔质量：191.234 g/mol）可以指：
- AL-34662，CAS号：362512-40-1
- ODMA (药物)（英语：ODMA (drug)），CAS号：2567501-96-4
- 4-羟基异喹胍，CAS号：59333-79-8

|  | 这个同类索引页列出了具有相同分子式的化学物（即同分異構體）条目。 除非您是有意链接至本页，否则应将相应条目的内部链接指向正确的条目。 |